# Francesco Mussoni
Francesco Mussoni (Ciudad de San Marino, 15 de mayo de 1971) fue el Capitán Regente de San Marino junto con Stefano Palmieri durante el semestre del 1 de octubre de 2009 al 1 de abril de 2010 y por segunda vez junto con Giacomo Simoncini desde el 1 de octubre de 2021 hasta el 1 de abril de 2022.
Mussoni, como miembro del Partido Demócrata Cristiano Sanmarinense (PDCS), estuvo en el Gran Consejo General de San Marino de 2001 a 2006 y nuevamente desde noviembre de 2008. Durante su segundo mandato como diputado se convirtió en líder del grupo parlamentario  del PDCS.
Mussoni es abogado de profesión y estudió derecho en la Universidad de Bolonia.

## Distinciones
- Mónaco: Gran Cruz de la Orden de San Carlos (2010)[6]